# NGC 1271
NGC 1271 este o astrophysical x-ray source⁠(d) situată în constelația Perseu. A fost descoperită în 14 noiembrie 1884 de către Guillaume Bigourdan⁠(d). Se află la o distanță de 78,12 de megaparseci de Pământ.